# 日本國鐵ED15型電力機車
ED15型电力机车（日语：ED15形電気機関車）是日本铁路的第一代干线电力机车车型之一，由日立制作所于1924年（大正13年）设计制造，适用于供电制式为1500伏直流电的电气化铁路。

## 历史

### 开发背景
1922年（大正11年），日本铁道省决定对东海道本线实施电气化改造。由于当时日本并没有制造干线电力机车的经验，因此决定采用首先从国外引进的办法，先后从美国、英国、瑞士引进了ED10、ED11、ED12等型电力机车。1922年12月，日立公司始创人小平浪平在铁道省大宫工场参观进口电力机车后，坚定了自行研制国产电力机车的决心。1923年6月，日立制作所开始试制首台电力机车，1924年4月12日完成组装。后来又生产了两台经过改良的同型机车，分别在1925年10月21日及1926年2月21日出厂，当时定型为1070型电力机车（1070～1072）。1928年（昭和3年）10月，根据铁道省的车辆形式称号规程修订，该型机车改称为ED15型电力机车（ED15-1～ED15-3）。

### 技术特点
ED15型电力机车由日立制作所自行设计和制造，电气部分由助川工场生产，包括车体在内的机械部分由笠户工场生产。机车总体结构与当时其他从国外引进的电力机车大致相同，采用非承载式结构的全金属箱形车体，车体两端各设有一个司机室，车体中部为电气室，车钩安装在车体底架两端的牵引梁内，车顶安装有两台双臂式受电弓。机车走行部为两台二轴转向架，两台转向架之间设有联接装置，牵引电动机采用抱轴式悬挂。机车采用直—直流电传动系统，通过电阻调压、牵引电动机的串并联换接和磁场削弱来达到调速的目的。

### 运用历史
1924年12月，ED15型电力机车在大宫工场首次公开展示。1925年1月起，机车在东海道本线东京至蒲田间进行试运行，完成试验后主要在东海道本线担当货物列车的牵引任务。1932年（昭和7年），ED15型电力机车改配属八王子机关区，用于在中央本线牵引货物列车。1959年（昭和34年）至1960年（昭和35年），ED15型电力机车因老化而报废。ED15-1号机车静态保存于日立制作所水户工场。2011年7月24日，ED15型电力机车获日本机械学会选定为机械遗产。